# Dorothé van Driel
Dorothé Jacqueline van Driel, (Amsterdam, 11 februari 1957 - Groningen, 12 februari 2006) was een Nederlands beeldend kunstenaar.
Dorothé van Driel volgde van 1975 tot 1981 de opleiding beeldhouwen aan de Academie Minerva in Groningen. Tot haar docenten behoorden Wout Muller en Karl Pelgrom. Van 1981 tot 1983 ging ze naar de Gerrit Rietveld Academie in Amsterdam. Hier legde zij zich toe op het werken met glas. Ze was daarbij geboeid door de werking van licht in glas en experimenteerde met glas waarbij ze lagen transparant en gekleurd glas liet samenvloeien. Meestal combineerde zij het glas met materialen als brons en ijzer. Haar onderwerpen waren meestal ontleend aan de natuur.

## Erkenning
In 2011 kreeg ze voor haar gehele oeuvre postuum de tweejaarlijks uitgereikte Singer Prijs. De prijs werd door prof. dr. H.W. van Os uitgereikt aan Pépé Grégoire, de toenmalige partner van Dorothé van Driel. Haar werk is te zien in de beeldentuin van Singer in Laren nadat de Stichting Dorothé van Driel in 2010 een selectie van haar werk aan het museum schonk. Ander werk van haar is te zien in museum Boijmans, De Buitenplaats in Eelde en Museum de Fundatie in Zwolle. In het buitenland behoort haar werk onder andere tot de collecties van het Museum of Fine Arts (St. Petersburg, Florida) en het Glasmuseum Lette.

## Biografie
- Andries Bierling, Eric Bos en Diederik Kraaijpoel - Leven en werk van Dorothé van Driel (2006) ISBN 9789050480918

- Biografisch Portaal: 81518557
- International Standard Name Identifier: 0000 0003 9410 4312
- Nederlandse Thesaurus van Auteursnamen: 292620004
- RKD-Nederlands Instituut voor Kunstgeschiedenis: 24215
- Virtual International Authority File: 288493494
- WorldCat: E39PBJgd6DRHwq383J3Tj6v4MP